# 沙嶺墳場

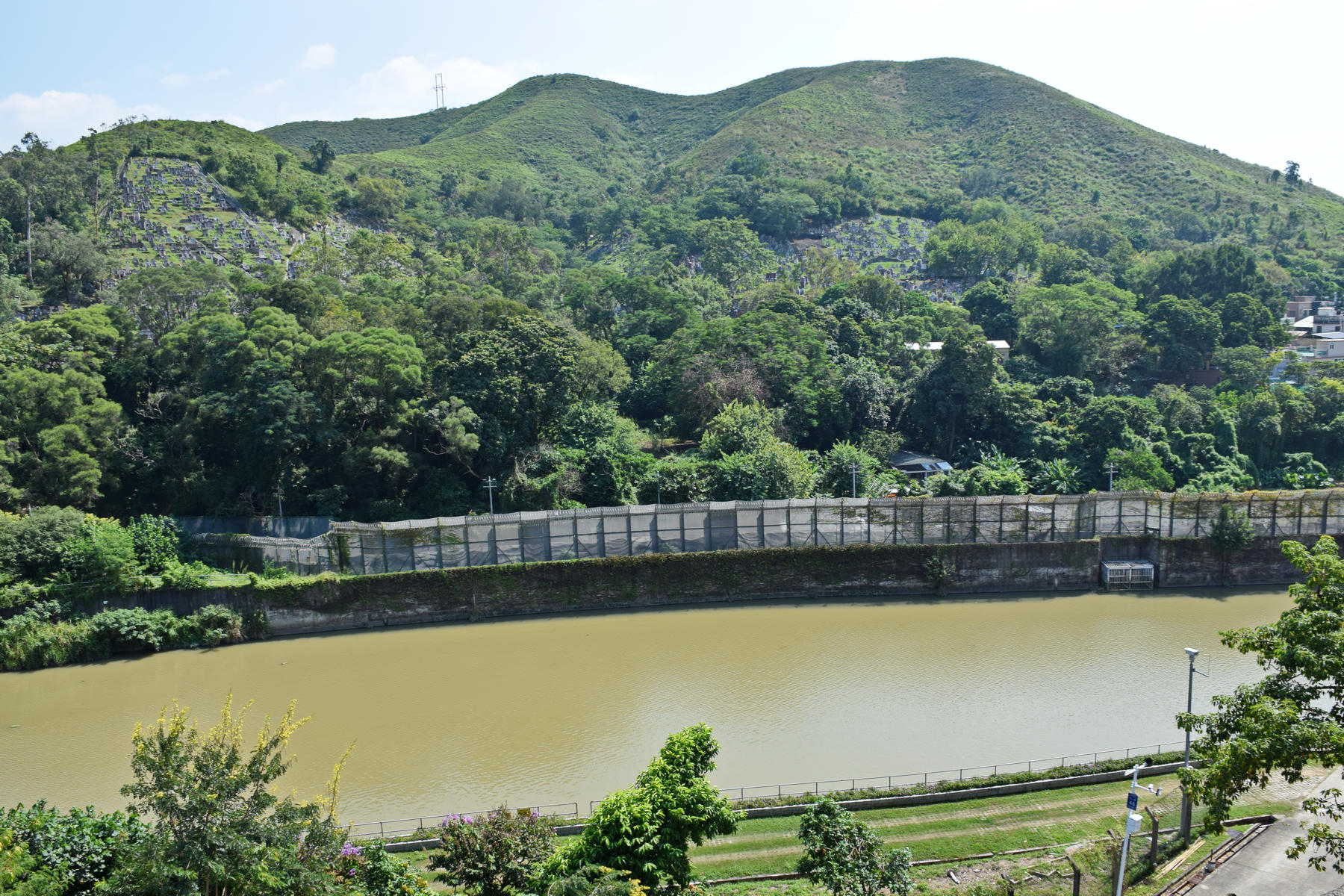
從深圳羅湖口岸遠眺沙嶺墳場

沙嶺墳場（英語：Sandy Ridge Cemetery），又稱沙嶺公墓，是香港政府專為無人認領屍體而設的墳場，位於新界沙嶺，即文錦渡附近，羅湖管制站旁邊；所有墓碑均無姓名，只有編號。

## 歷史
香港政府於1950年4月刊憲公布，在新界羅湖分別劃出155英畝及83英畝地段設立沙嶺墳場和沙嶺（金塔）墳場。1951年1月政府公告將定期遷葬墓塚，由政府出資起葬遺骨火化後重葬於沙嶺（金塔）墳場，安排遷葬的墳場包括深灣墳場、雞籠灣東及西墳場、新赤柱墳場、石澳墳場、柴灣墳場、新九龍七號墳場（牛池灣）及新九龍八號墳場（鑽石山）。沙嶺墳場曾經是邊境禁區的一部分，需申請有邊境禁區通行證（禁區紙）方能通行，惟每逢清明節及重陽節期間，區外人士不須申請禁區紙，即可前往掃墓。可在上水站乘搭九龍巴士73K線前往，或乘搭往返上水及蓮麻坑的新界區專線小巴59K線，或乘搭東鐵綫從羅湖站（除清明節、重陽節期間外，從羅湖站出入需持有禁區紙）經羅湖道步行前往。但由2016年1月2日起，因縮減邊境禁區，沙嶺公墓範圍再不是禁區範圍，從此以後市民毋須手持禁區紙便可前往公墓。

## 分區
沙嶺墳場主要分為兩大區，棺木段及骨灰段。

### 棺木段
棺木段是為一個山頭，山頭有一批批小石碑，石碑上只刻有安葬年份及一個代表死者的號碼，沒有姓名、沒有遺照。

### 骨灰段
棺木段的棺木埋葬7年後，需要起出來火葬，並安置在另一邊山頭的骨灰區。而骨灰會按死者安葬年份，埋葬於同一個墓碑上。